# Aelfwino de Deira
Aelfwino (c. 661 - 679) fue un Rey de Deira (670 - 679). Él fue hijo de Oswiu de Northumbria y hermano de Egfrido de Northumbria.
Después de que Egfrido tomó poder como rey de Northumbria en 670, él nombró a Aelfwino rey del reino de Deira. Aelfwino era apenas un niño en ese momento, y le nombró con la intención de designarlo como el sucesor de Egfrido, ya que él era soltero y no tenía hijos. Sin embargo, murió durante una batalla contra los mercianos cerca del río Trent en 679. Esto provocó la furia de los northumbrianos, pero un conflicto más grande fue prevenido por la intercepción del arzobispo de Canterbury, Teodoro, quien persuadió a Etelredo de Mercia a pagar una suma monetaria como compensación por la muerte de Aelfwino.